# Алексеев, Сергей Юрьевич
Сергей Юрьевич Алексеев (2 июня 1952, Ростов-на-Дону, Ростовская область, СССР) — архитектор, профессор ЮФУ, доцент, советник РААСН, почётный работник сферы образования Российской Федерации, кавалер почётного знака «Строительная слава»

## Биография
Родился 2 июня 1952 года и проживает в историческом районе 18-ти домов Ростсовета города Ростов-на-Дону. Обучался в школе № 52, с 1969 года работал в Ростовском Промстройниипроекте в должности чертёжника-конструктора, старшего техника-архитектора и архитектора (ОСП-4, Отдел экспериментального проектирования Научной части Ростовского ПСП). В 1982 году окончил Ростовский инженерно-строительный институт, по специальности «архитектура». Сразу после окончания был принят на должность ассистента Кафедры градостроительства РИСИ (зав. кафедрой Ребайн Я. А.) Поступил в аспирантуру к Алексею Гутнову, в МАрхИ. Незащищенную, в связи со смертью руководителя в 1986 году, диссертацию посвятил параметрической архитектуре.
В 1996 году присвоено звание доцента. С 1997 года по 2002 год — заместитель Главного архитектора города Ростова-на-Дону по проектированию и перспективному развитию и Главный художник города (1999—2002) без отрыва от преподавательской деятельности в Ростовском архитектурном институте. С 2002 года по 2016 год — профессор кафедры Дизайна архитектурной среды Академии архитектуры и искусств ЮФУ. С 2016 года профессор кафедры Истории архитектуры и Архитектурной реставрации ААИ ЮФУ, сохраняя ученое звание доцента. В 2020—2021 годах председатель правления РООО Союз архитекторов России. В 2020 году присвоено звание Почётный работник сферы образования Российской Федерации. В 2021 году был вручён Памятный знак «85 лет Ростовской области». В 2023 году награждён почётным знаком «Строительная слава». В данный момент востребован как эксперт в области архитектуры для ряда региональных пресс-конференций и ток-шоу. Автор теории пространственных уровней в архитектуре.

## Избранные постройки
- Главный корпус ЮРГИ (Ростов-на-Дону, ул. Красноармейская 108) Главный корпус ЮРГИ

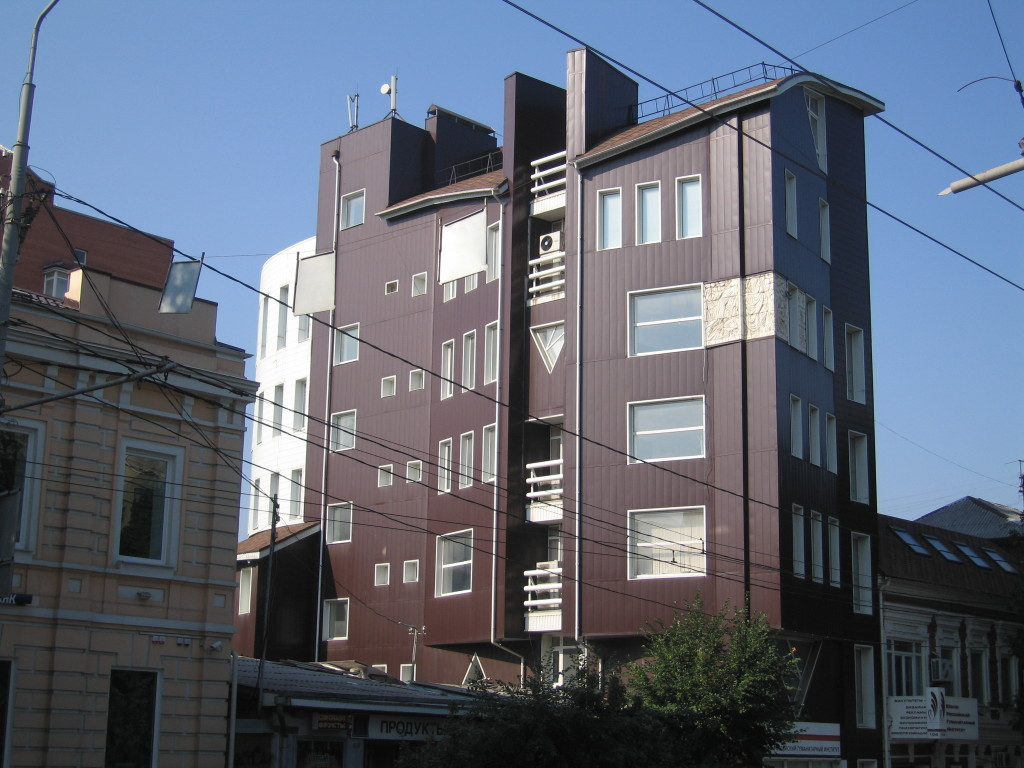
Главный корпус ЮРГИ

- Офисно-жилой комплекс «Афродита» (Ростов-на-Дону, пр. Чехова 50)

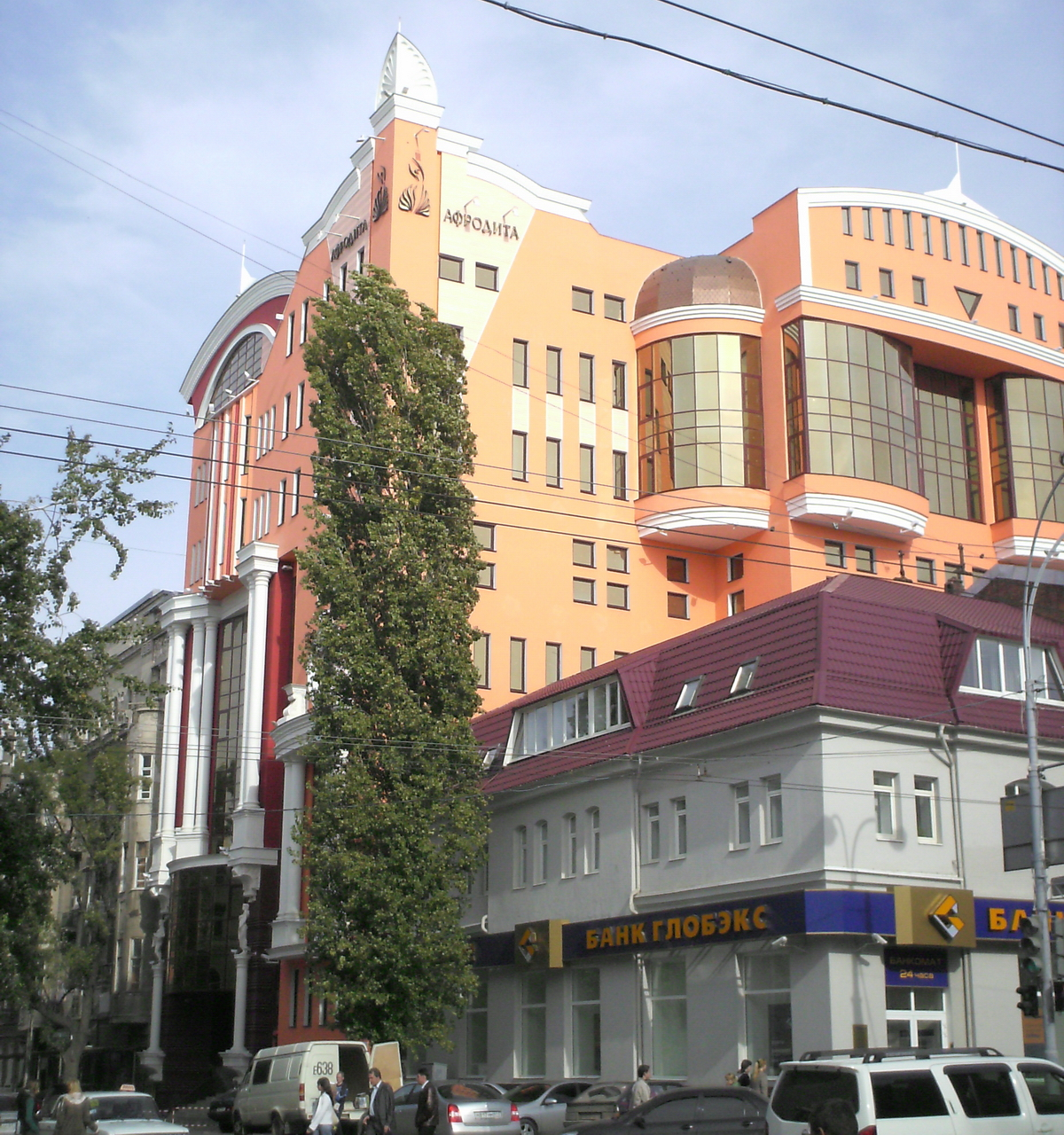
«Афродита»

- Бизнес-центр «Пять морей» (главный архитектор проекта, Ростов-на-Дону, ул. Нижнебульварная 6) (автор эскизного проекта С. Чобан)

## Реставрация памятников
- Здание городской думы (Ростов-на-Дону) (1993—1996) Здание городской думы (Ростов-на-Дону)
- Дом Ширмана

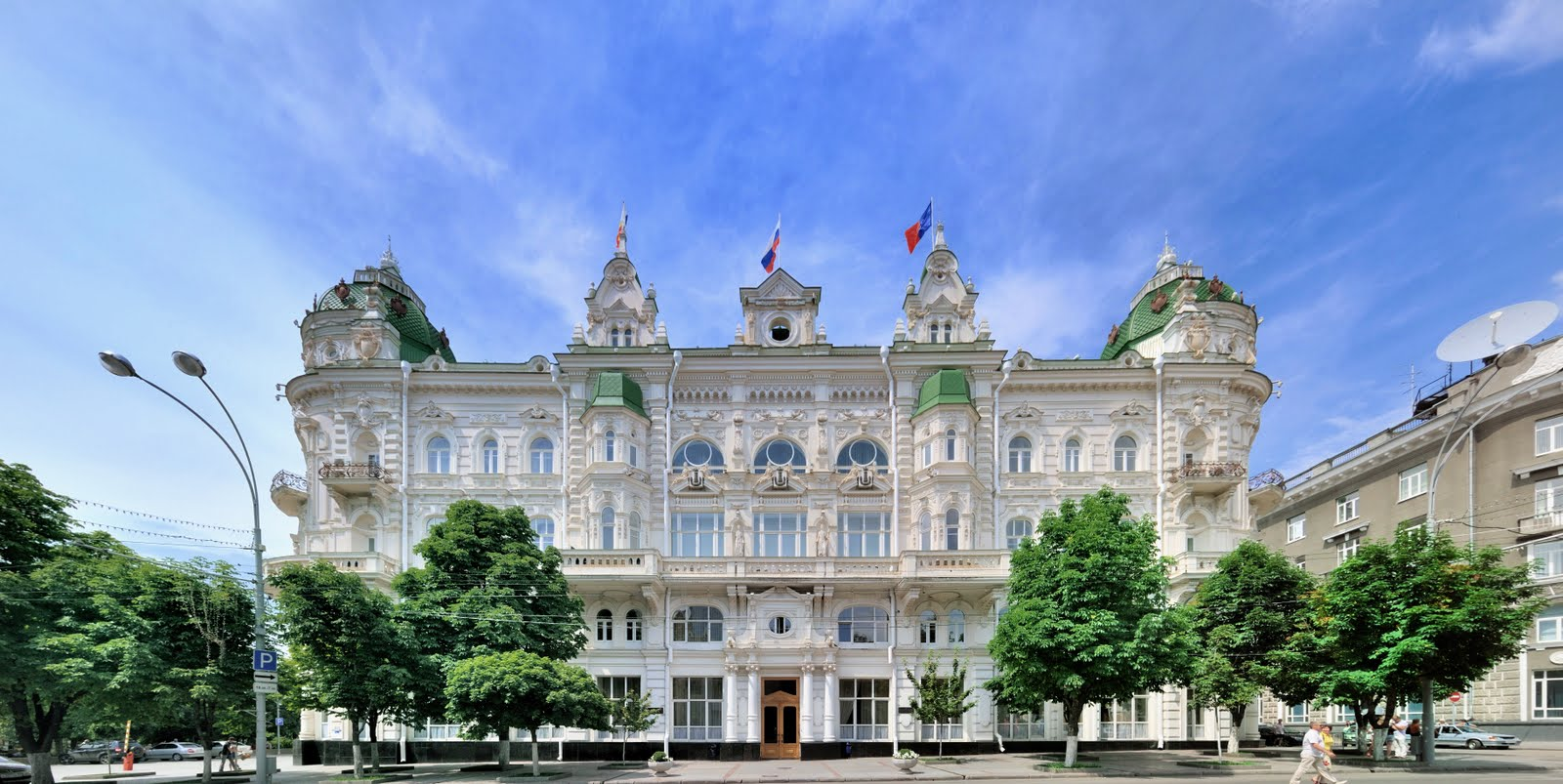
Здание городской думы (Ростов-на-Дону)

- Жилой дом П. Д. Мухина (ул. Большая садовая 80)

## Теоретические работы
- Алексеев С. Ю. Современные проблемы архитектуры [Текст]. Часть I: Пространство — Рек. УМО — Ростов н/Д: ИАрхИ ЮФУ, 2010. — 168 с.
- Алексеев С. Ю. Современные проблемы архитектуры [Текст]: учебное пособие. Часть II: Архитектура как производная межуровневых взаимодействий — Рек. УМО — Ростов н/Д: ИАрхИ ЮФУ, 2012. — 289 с.